# Dachstein
Dachstein (en alsacià Dàchstaan) és un municipi francès, situat a la regió del Gran Est, al departament del Baix Rin. L'any 2008 tenia 1.503 habitants.
Forma part del cantó de Molsheim, del districte de Molsheim i de la Comunitat de comunes de la Regió de Molsheim-Mutzig.

## Demografia
| 1962 | 1968 | 1975 | 1982 | 1990 | 1999  | 2008  |
| ---- | ---- | ---- | ---- | ---- | ----- | ----- |
| 620  | 788  | 952  | 936  | 957  | 1.271 | 1.503 |

## Administració
| Període   | Identitat       | Partit |
| --------- | --------------- | ------ |
| 1994-2008 | Hubert Gillmann |        |
| 2008-     | Léon Mockers    |        |